# Koerma

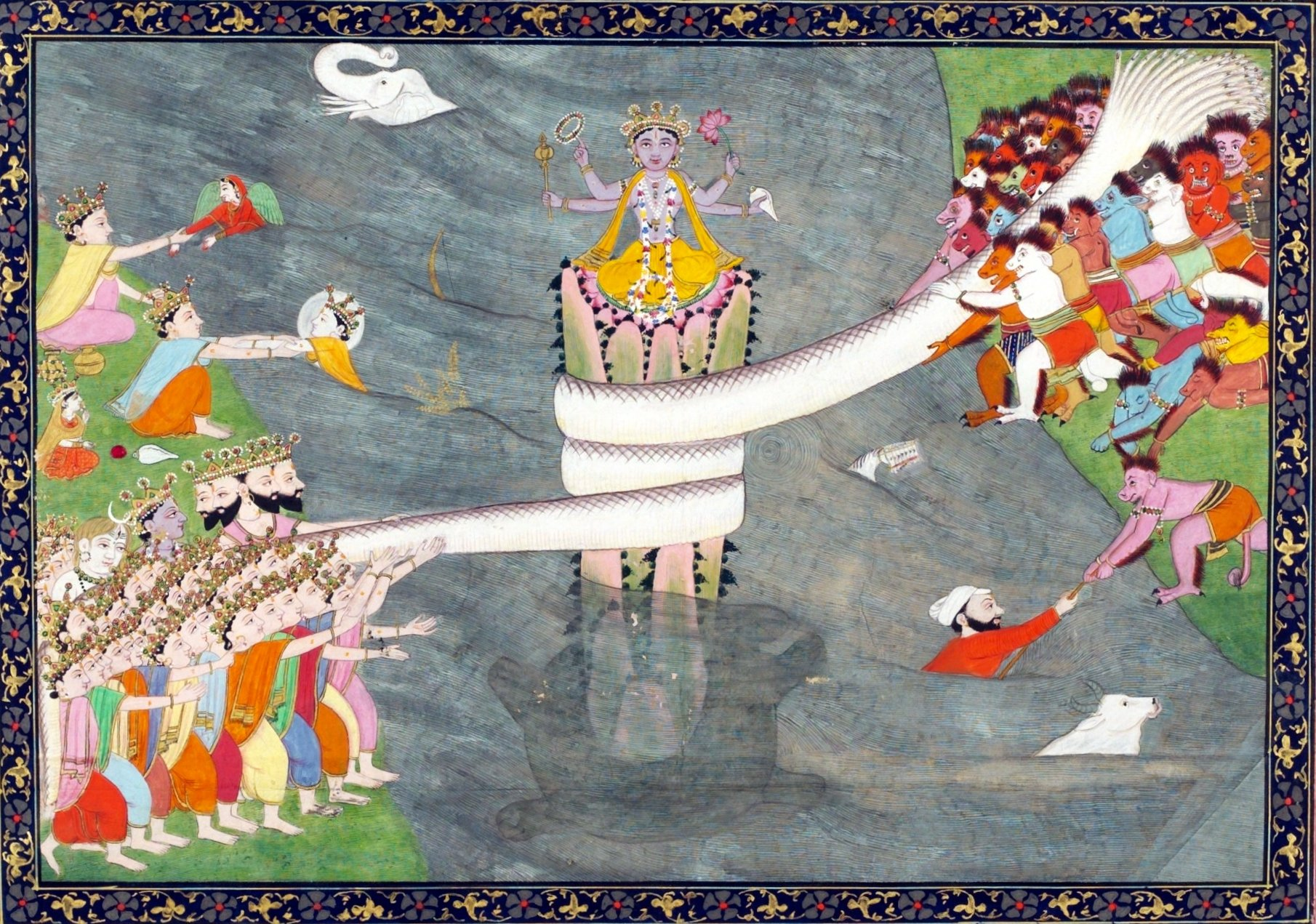
Koerma houdt de berg Mandara op zijn plek tijdens het karnen van de oceaan van melk met de slang Vasuki rond zijn middel (1870). Waterverfschildering, Garhwal, rond 1860-1870, Victoria and Albert Museum, Londen.

Koerma of Kurma is binnen het hindoeïsme de tweede van de tien belangrijkste avatara's (reïncarnaties) van de god Vishnoe. Als Koerma heeft de god de gedaante van een schildpad.
Toen de goden en de asoera's (demonen) bezig waren met de oceaan van melk te karnen, om een onsterfelijkheidsdrank, het amrita, te maken, kregen ze hulp van Vishnoe als Koerma. Koerma hield de berg Mandara, die als karnstok diende, op zijn plek.
Het amrita zorgde ervoor dat de goden gedurende duizend jaar konden blijven leven. Om de berg heen en weer te bewegen gebruikten ze een enorme slang, de naga Vasuki.
Matsya  · Koerma  · Varaha  · Narasimha · Vamana · Parashurama (krijger) · Rama (ideale man) · Krishna · Boeddha 

Toekomstig: Kalki